# Coppa del Mondo juniores di slittino 2019
La Coppa del Mondo juniores di slittino 2018/19, ventiseiesima edizione della manifestazione organizzata dalla Federazione Internazionale Slittino, ebbe inizio il 5 dicembre 2018 a Park City, negli Stati Uniti d'America, e si concluse il 16 gennaio 2019 a Oberhof, in Germania, contemporaneamente al circuito riservato alla categoria giovani. Furono disputate ventiquattro gare: sei nel singolo uomini, nel singolo donne, nel doppio e nella gara a squadre in cinque differenti località. Nel corso della stagione si tennero anche i campionati mondiali juniores di Innsbruck, in Austria, competizione non valida ai fini della Coppa del Mondo, mentre le tappe di Calgary e di Sankt Moritz furono valide rispettivamente anche come campionati pacifico-americani juniores e campionati europei juniores.
Le coppe di cristallo, trofeo conferito ai vincitori del circuito, furono assegnate al tedesco Moritz Bollmann per quanto concerne la classifica del singolo uomini, la russa Tat'jana Cvetova conquistò il trofeo del singolo donne, la coppia teutonica formata da Hannes Orlamünder e Paul Gubitz si aggiudicò la vittoria del doppio e la nazionale di slittino della Germania primeggiò nella classifica della gara a squadre.

## Calendario
| Località         | Pista                          | Data                | Singolo           | Singolo           | Doppio            | Gara a squadre    |
| Località         | Pista                          | Data                | Uomini            | Donne             | Doppio            | Gara a squadre    |
| ---------------- | ------------------------------ | ------------------- | ----------------- | ----------------- | ----------------- | ----------------- |
| Park City        | Pista dello Utah Olympic Park  | 5–6 dicembre 2018   | ●                 | ●                 | ●                 | ●                 |
| Park City        | Pista dello Utah Olympic Park  | 7-8 dicembre 2018   | ●                 | ●                 | ●                 | ●                 |
| Calgary (*)      | Pista del Canada Olympic Park  | 14–15 dicembre 2018 | ●                 | ●                 | ●                 | ●                 |
| Sankt Moritz (*) | Pista di Sankt Moritz–Celerina | 17–19 gennaio 2019  | ●                 | ●                 | ●                 | ●                 |
| Innsbruck        | Pista di Igls                  | 1°–2 febbraio 2019  | Mondiali juniores | Mondiali juniores | Mondiali juniores | Mondiali juniores |
| Winterberg       | Eisarena Winterberg            | 8–9 febbraio 2019   | ●                 | ●                 | ●                 | ●                 |
| Oberhof          | Pista di Oberhof               | 15–16 febbraio 2019 | ●                 | ●                 | ●                 | ●                 |
| Totale           | Totale                         | Totale              | 6                 | 6                 | 6                 | 6                 |

(*) Le tappe di Calgary e Sankt Moritz assegnarono rispettivamente anche i titoli pacifico-americani e quelli europei di categoria del 2019.

## Risultati

### Singolo uomini

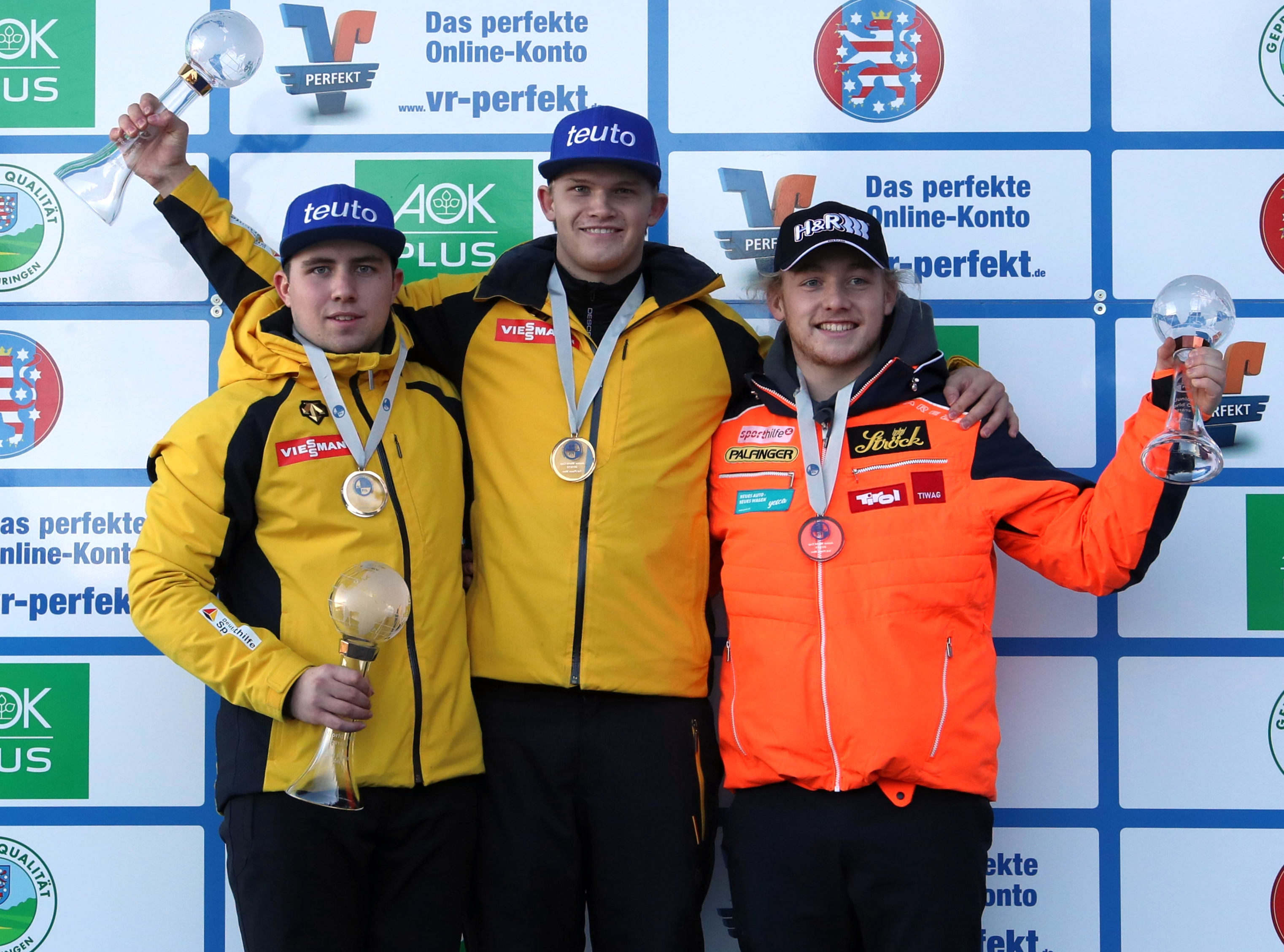
I primi tre della classifica finale del singolo uomini Nößler, Bollmann e Schulte premiati a Oberhof nell'ultima tappa della stagione.

| Data             | Località     | Nazione     | Primo classificato       | Secondo classificato     | Terzo classificato         |
| ---------------- | ------------ | ----------- | ------------------------ | ------------------------ | -------------------------- |
| 6 dicembre 2018  | Park City    | Stati Uniti | Moritz Bollmann Germania | Bastian Schulte Austria  | David Nößler Germania      |
| 8 dicembre 2018  | Park City    | Stati Uniti | Moritz Bollmann Germania | Bastian Schulte Austria  | Matvej Perestoronin Russia |
| 15 dicembre 2018 | Calgary      | Canada      | David Nößler Germania    | Bastian Schulte Austria  | Yannick Müller Austria     |
| 19 gennaio 2019  | Sankt Moritz | Svizzera    | David Nößler Germania    | Moritz Bollmann Germania | Lukas Gufler Italia        |
| 9 febbraio 2019  | Winterberg   | Germania    | Moritz Bollmann Germania | David Nößler Germania    | Mathis Ertel Germania      |
| 16 febbraio 2019 | Oberhof      | Germania    | David Nößler Germania    | Moritz Bollmann Germania | Florian Müller Germania    |

### Singolo donne

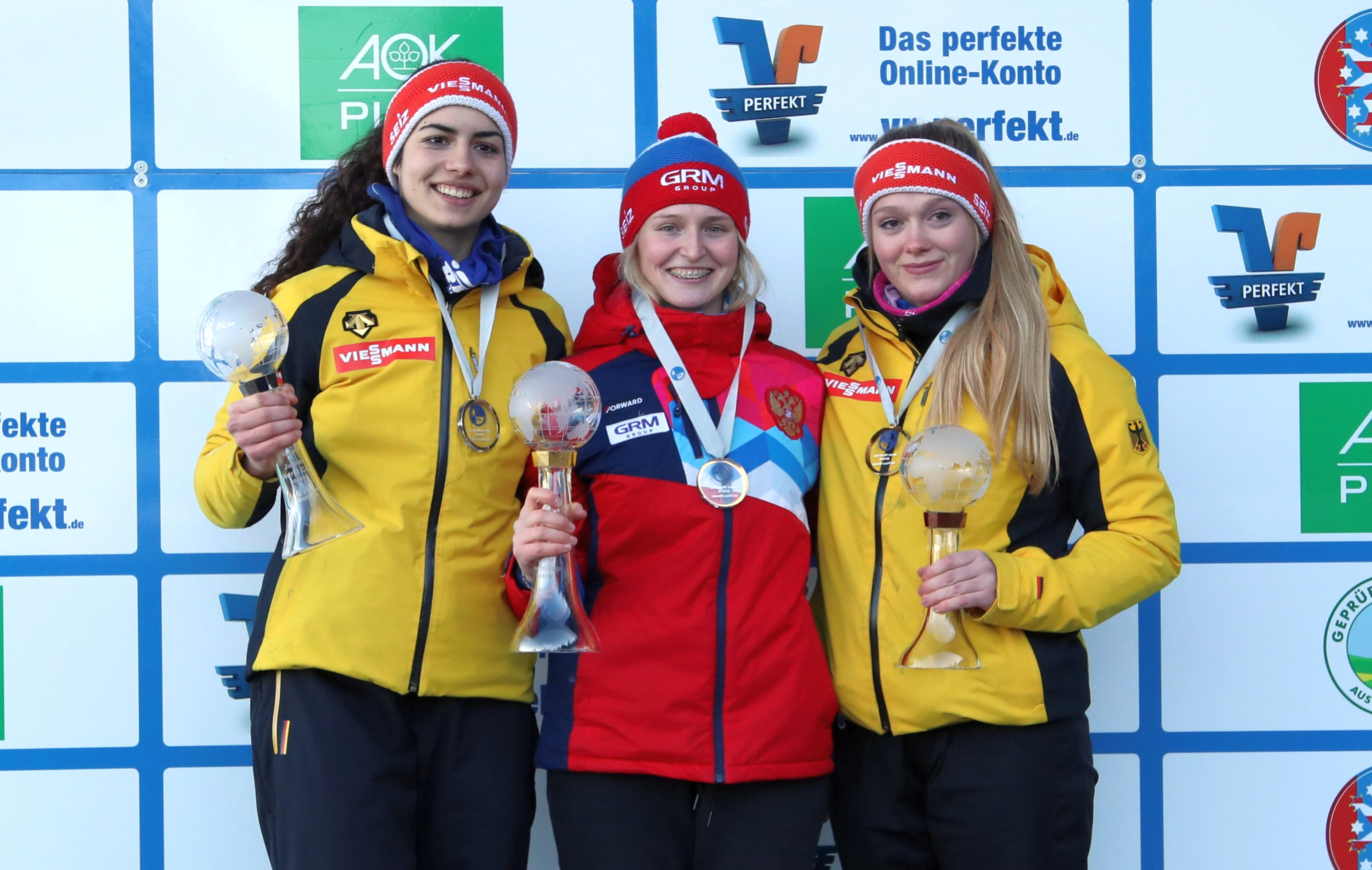
Degenhardt, Cvetova e Berreiter a Oberhof nell'ultima tappa stagionale ritirano le sfere di cristallo per le prime tre posizioni ottenute nella classifica finale del singolo donne.

| Data             | Località     | Nazione     | Prima classificata          | Seconda classificata        | Terza classificata          |
| ---------------- | ------------ | ----------- | --------------------------- | --------------------------- | --------------------------- |
| 6 dicembre 2018  | Park City    | Stati Uniti | Anna Berreiter Germania     | Tat'jana Cvetova Russia     | Verena Hofer Italia         |
| 8 dicembre 2018  | Park City    | Stati Uniti | Anna Berreiter Germania     | Tat'jana Cvetova Russia     | Lisa Schulte Austria        |
| 15 dicembre 2018 | Calgary      | Canada      | Hannah Prock Austria        | Anna Berreiter Germania     | Jessica Degenhardt Germania |
| 19 gennaio 2019  | Sankt Moritz | Svizzera    | Verena Hofer Italia         | Elīna Vītola Lettonia       | Anna Berreiter Germania     |
| 9 febbraio 2019  | Winterberg   | Germania    | Cheyenne Rosenthal Germania | Jessica Degenhardt Germania | Verena Hofer Italia         |
| 16 febbraio 2019 | Oberhof      | Germania    | Jessica Degenhardt Germania | Tat'jana Cvetova Russia     | Merle Fräbel Germania       |

### Doppio

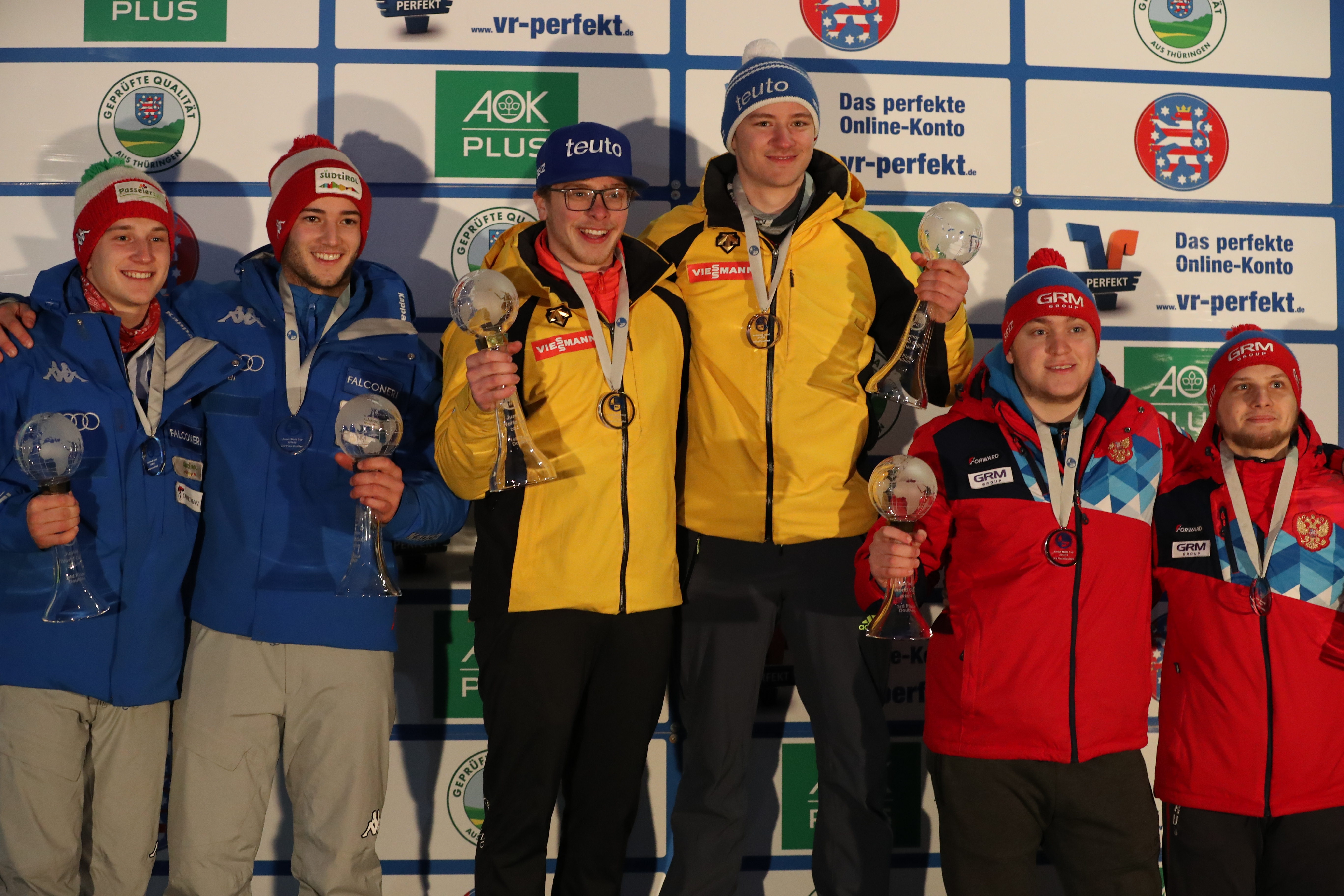
Le coppie che hanno concluso ai primi tre posti la classifica finale del doppio a Oberhof durante la premiazione.

| Data             | Località     | Nazione     | Primi classificati                     | Secondi classificati                  | Terzi classificati                     |
| ---------------- | ------------ | ----------- | -------------------------------------- | ------------------------------------- | -------------------------------------- |
| 5 dicembre 2018  | Park City    | Stati Uniti | Hannes Orlamünder Paul Gubitz Germania | Andrej Šander Semën Mikov Russia      | Leon Felderer Lukas Gufler Italia      |
| 7 dicembre 2018  | Park City    | Stati Uniti | Hannes Orlamünder Paul Gubitz Germania | Andrej Šander Semën Mikov Russia      | Dmitrij Bučnev Daniil Kil'seev Russia  |
| 14 dicembre 2018 | Calgary      | Canada      | Hannes Orlamünder Paul Gubitz Germania | Dmitrij Bučnev Daniil Kil'seev Russia | Leon Felderer Lukas Gufler Italia      |
| 18 gennaio 2019  | Sankt Moritz | Svizzera    | Hannes Orlamünder Paul Gubitz Germania | Max Ewald Jakob Jannusch Germania     | Leon Felderer Lukas Gufler Italia      |
| 8 febbraio 2019  | Winterberg   | Germania    | Tomáš Vaverčák Matej Zmij Slovacchia   | Leon Felderer Lukas Gufler Italia     | Hannes Orlamünder Paul Gubitz Germania |
| 15 febbraio 2019 | Oberhof      | Germania    | Hannes Orlamünder Paul Gubitz Germania | Leon Felderer Lukas Gufler Italia     | Andrej Šander Semën Mikov Russia       |

### Gara a squadre
| Data             | Località     | Nazione     | Prima classificata                                                          | Seconda classificata                                                      | Terza classificata                                                          |
| ---------------- | ------------ | ----------- | --------------------------------------------------------------------------- | ------------------------------------------------------------------------- | --------------------------------------------------------------------------- |
| 6 dicembre 2018  | Park City    | Stati Uniti | Germania Anna Berreiter Moritz Bollmann Hannes Orlamünder / Paul Gubitz     | Russia Tat'jana Cvetova Matvej Perestoronin Andrej Šander / Semën Mikov   | Stati Uniti Ashley Farquharson Zach Digregorio Dana Kellogg / Duncan Segger |
| 8 dicembre 2018  | Park City    | Stati Uniti | Germania Anna Berreiter Moritz Bollmann Hannes Orlamünder / Paul Gubitz     | Russia Tat'jana Cvetova Matvej Perestoronin Andrej Šander / Semën Mikov   | Stati Uniti Ashley Farquharson Zach Digregorio Dana Kellogg / Duncan Segger |
| 15 dicembre 2018 | Calgary      | Canada      | Germania Anna Berreiter David Nößler Hannes Orlamünder / Paul Gubitz        | Russia Tat'jana Cvetova Aleksej Dmitriev Dmitrij Bučnev / Daniil Kil'seev | Stati Uniti Ashley Farquharson Sean Hollander Dana Kellogg / Duncan Segger  |
| 19 gennaio 2019  | Sankt Moritz | Svizzera    | Germania Anna Berreiter David Nößler Hannes Orlamünder / Paul Gubitz        | Lettonia Elīna Vītola Gints Bērziņš Mārtiņš Bots / Roberts Plūme          | Italia Verena Hofer Alex Gufler Leon Felderer / Lukas Gufler                |
| 9 febbraio 2019  | Winterberg   | Germania    | Germania Cheyenne Rosenthal Moritz Bollmann Hannes Orlamünder / Paul Gubitz | Lettonia Sigita Bērziņa Gints Bērziņš Mārtiņš Bots / Roberts Plūme        | Russia Tat'jana Cvetova Matvej Perestoronin Andrej Šander / Semën Mikov     |
| 16 febbraio 2019 | Oberhof      | Germania    | Germania Jessica Degenhardt David Nößler Hannes Orlamünder / Paul Gubitz    | Lettonia Elīna Vītola Gints Bērziņš Mārtiņš Bots / Roberts Plūme          | Russia Tat'jana Cvetova Aleksej Dmitriev Andrej Šander / Semën Mikov        |

## Classifiche

### Singolo uomini
| Pos. | Nome                | Nazione  | PKC-1 | PKC-2 | CAL | SKM | WIN | OBE | Totale |
| ---- | ------------------- | -------- | ----- | ----- | --- | --- | --- | --- | ------ |
| 1    | Moritz Bollmann     | Germania | 1     | 1     | 8   | 2   | 1   | 2   | 512    |
| 2    | David Nößler        | Germania | 3     | 5     | 1   | 1   | 2   | 1   | 510    |
| 3    | Bastian Schulte     | Austria  | 2     | 2     | 2   | 5   | 5   | 4   | 425    |
| 4    | Florian Müller      | Germania | 11    | 12    | 7   | 6   | 4   | 3   | 292    |
| 5    | Matvej Perestoronin | Russia   | 4     | 3     | 6   | 7   | 12  | 15  | 284    |
| 6    | Lukas Gufler        | Italia   | 5     | 9     | 9   | 3   | 16  | 5   | 283    |
| 7    | Mathis Ertel        | Germania | 7     | 7     | 15  | 10  | 3   | 10  | 260    |
| 8    | Aleksej Dmitriev    | Russia   | DNF   | 4     | 4   | 11  | 9   | 9   | 232    |
| 9    | Yannick Müller      | Austria  | –     | –     | 3   | 4   | 7   | 8   | 218    |
| 10   | Leon Felderer       | Italia   | 6     | 17    | 5   | 9   | DNF | 7   | 214    |

### Singolo donne
| Pos. | Nome               | Nazione     | PKC-1 | PKC-2 | CAL | SKM | WIN | OBE | Totale |
| ---- | ------------------ | ----------- | ----- | ----- | --- | --- | --- | --- | ------ |
| 1    | Tat'jana Cvetova   | Russia      | 2     | 2     | 4   | 4   | 8   | 2   | 417    |
| 2    | Jessica Degenhardt | Germania    | 8     | 6     | 3   | 5   | 2   | 1   | 402    |
| 3    | Anna Berreiter     | Germania    | 1     | 1     | 2   | 3   | 7   | DNF | 401    |
| 4    | Verena Hofer       | Italia      | 3     | 10    | 12  | 1   | 3   | 4   | 368    |
| 5    | Merle Fräbel       | Germania    | 5     | 5     | 8   | 6   | 6   | 3   | 322    |
| 6    | Cheyenne Rosenthal | Germania    | 6     | 8     | 21  | 7   | 1   | 6   | 308    |
| 7    | Lisa Schulte       | Austria     | 4     | 3     | 7   | –   | 5   | 8   | 273    |
| 8    | Elīna Vītola       | Lettonia    | 9     | 13    | 14  | 2   | 12  | 9   | 253    |
| 9    | Ashley Farquharson | Stati Uniti | 7     | 7     | 15  | –   | 4   | 11  | 212    |
| 10   | Marion Oberhofer   | Italia      | 11    | 9     | 10  | 12  | 18  | 7   | 210    |

### Doppio
| Pos. | Nome                           | Nazione     | PKC-1 | PKC-2 | CAL | SKM | WIN | OBE | Totale |
| ---- | ------------------------------ | ----------- | ----- | ----- | --- | --- | --- | --- | ------ |
| 1    | Hannes Orlamünder Paul Gubitz  | Germania    | 1     | 1     | 1   | 1   | 3   | 1   | 570    |
| 2    | Leon Felderer Lukas Gufler     | Italia      | 3     | 5     | 3   | 3   | 2   | 2   | 435    |
| 3    | Andrej Šander Semën Mikov      | Russia      | 2     | 2     | 4   | 6   | 5   | 3   | 405    |
| 4    | Mārtiņš Bots Roberts Plūme     | Lettonia    | 8     | 7     | 5   | 5   | 4   | 4   | 318    |
| 5    | Tomáš Vaverčák Matej Zmij      | Slovacchia  | 4     | 8     | 6   | 4   | 1   | –   | 312    |
| 6    | Ihor Hoi Myroslav Levkovyč     | Ucraina     | 5     | 6     | 8   | 8   | 9   | 6   | 278    |
| 7    | Dmitrij Bučnev Daniil Kil'seev | Russia      | 6     | 3     | 2   | 7   | –   | –   | 251    |
| 8    | Dana Kellogg Duncan Segger     | Stati Uniti | 7     | 4     | 7   | –   | 8   | 7   | 240    |
| 9    | Max Ewald Jakob Jannusch       | Germania    | –     | –     | –   | 2   | 6   | 5   | 190    |
| 10   | Juri Gatt Riccardo Schöpf      | Austria     | –     | –     | DNF | 10  | 7   | –   | 82     |

### Gara a squadre
| Pos. | Nazione     | PKC-1 | PKC-2 | CAL | SKM | WIN | OBE | Totale |
| ---- | ----------- | ----- | ----- | --- | --- | --- | --- | ------ |
| 1    | Germania    | 1     | 1     | 1   | 1   | 1   | 1   | 600    |
| 2    | Russia      | 2     | 2     | 2   | 4   | 3   | 3   | 465    |
| 3    | Lettonia    | 4     | 4     | 4   | 2   | 2   | 2   | 435    |
| 4    | Stati Uniti | 3     | 3     | 3   | 11  | DNF | 6   | 304    |
| 5    | Slovacchia  | 5     | 7     | 6   | 6   | 6   | –   | 251    |
| 6    | Ucraina     | 7     | 5     | 7   | 10  | DNF | 5   | 238    |
| 7    | Italia      | –     | –     | –   | 3   | 4   | 4   | 195    |
| 8    | Romania     | 6     | 8     | 8   | 9   | –   | –   | 173    |
| 9    | Austria     | –     | –     | DNF | 5   | 5   | –   | 110    |
| 10   | Canada      | –     | –     | 5   | 7   | –   | –   | 101    |